# Джованні Леґренці
Джованні Леґренці (італ. Giovanni Legrenzi; 12 серпня 1626, Клузоне, Венеційська республіка — 27 травня 1690, Венеція, Венеційська республіка) — італійський композитор та органіст, який зіграв важливу роль у розвитку стилю бароко в музиці на півночі Італії.

## Біографія
Джованні Леґренці народився в серпні 1626 року в Клузоне, недалеко від Бергамо, в республіці Венеція в родині скрипаля Джованні Марії Леґренці і Анджели Ріцці. Початкову музичну освіту здобув у батька. З 1639 по 1643 рік навчався в Академії Маріан в Бергамо, де його вчителем був Джованні Баттіста Крівеллі.
30 серпня 1645 року був прийнятий на місце органіста в церкву Санта Марія Маджоре в Бергамо. Тут познайомився з Мауріціо Каццаті. У 1651 році був висвячений в сан священника, а в травні того ж року обраний капеланом хору церкви, де служив органістом до 30 грудня 1654 року, коли був звільнений з невідомої причини, але поновлений 23 лютого 1655 року.
У 1654—1656 роках Джованні Леґренці опублікував свої перші чотири збірки, дві з яких містили церковні піснеспіви для декількох голосів — Твір I. «Церковні концерти» (італ. Concerti per uso di chiesa; виданий у Венеції в 1654 році, з присвятою Карло Нембріні) і Твір III. «Гармонія божественного шанування» (італ. Harmonia di affetti devoti; виданий у Венеції в 1655 році, з присвятою Алессандро Фарнезе), а два інших збірника містили інструментальні твори — Твір II. «Сонати для двох і трьох» (італ. Sonate a due e tre; виданий у Венеції в 1655 році, c присвятою Джованні Карло Саворньяну) і Твір IV. «Церковні та камерні сонати, концерти, алемани і сарабанди для трьох: двох скрипок і віолончелі» (італ. Sonate da chiesa, da camera, correnti, balletti, alemane e sarabande a tre, due violini e violone; виданий у Венеції в 1656 році, з присвятою Георгу Вільгельму і Ернесту Августу Бравншвейському).
В кінці 1656 року Джованні Леґренці отримав місце капельмейстера в Академії Святого Духа у Феррарі. Це місце композитор отримав завдяки заступництву місцевої аристократії, зокрема маркіза Корнеліо Бентівольо. Деяким своїм покровителям він присвятив ряд своїх збірок. Так Твір V. «Псалми для п'яти: трьох голосів і двох скрипок» (італ. Salmi a cinque, tre voci e due violini; виданий у Венеції в 1657 році) був присвячений кардиналу Карло Піо Савойському, єпископу Феррарі, Твір VII. «Повечір'я з літанією і антифонами Пресвятій Діві» (італ. Compiete con lettanie e antifone della beata Vergine; виданий у Венеції в 1662 році) був присвячений маркізу Іпполіто Бентівольо. Хоча Твір VIII. «Сонати для двох, трьох, п'яти і шести» (італ. Sonate a due, tre, cinque e sei; виданий у Венеції в 1663 році) і присвячений Георгу Вільгельму і Ернесту Августу Бравншвейському, збірник тісно пов'язаний з суспільством Феррарі, на що вказують назви, включених в нього, творів, що представляють собою прізвища аристократичних родів Феррарі.
У Феррарі Джованні Леґренці дебютував як оперний композитор. У 1662 році на сцені театру Сан Стефано відбулася прем'єра його першої опери «Нін справедливий» (італ. Nino il giusto). Дві наступні опери композитора «Ахілл в Скіросі» (італ. Achille in Sciro) 1663 року і «Зенобій і Радамес» (італ. Zenobia e Radamisto) 1665 року було написані ним за лібрето Іпполіто Бентівольо і також поставлені в театрі Сан Стефано.
У липні 1665 року, незважаючи на рекомендації Карло II Гонзага-Невір, герцога Манутї, Джованні Леґренці не зміг отримати місце віце-капельмейстера в капелі імператорського двору у Відні. 1668 року сам композитор відмовився від місця віце-капельмейстера в королівській капелі Людовика XIV, пославшись на проблеми зі здоров'ям. Він також відмовився від пропозиції повернутися на роботу до церкви Санта Марія Маджоре в Бергамо. Спроби отримати місце капельмейстера в капеллах при соборах в Мілані й Болоньї виявилися марними.
1670 року композитор остаточно оселився у Венеції. У тому ж році він був прийнятий на місце викладача, а пізніше капельмейстера в притулок для бідних, або Оспедалетто. Серед його учнів були Мікеланджело Гаспаріні, Антоніо Лотті, Антоніно Біффі, Джованні Себеніко, Томмазо Джованні Альбіноні і Джованні Варіскіно. З 1671 року Джованні Леґренці був також призначений капельмейстером місцевих ораторіан в Санта Марія делла Фава. Для їх зборів у Венеції композитор написав кілька ораторій. Деякий час він з помірним успіхом співпрацював з капелою собору Сан Марко, а 23 квітня 1685 року був призначений капельмейстером цього престижного закладу і займав цей пост до самої смерті.
Джованні Леґренці помер у Венеції 27 травня 1690 року і був похований в ораторії Санта Марія делла Фава.

## Творча спадщина
Творча спадщина композитора включає близько 20 опер, 8 ораторій, численні духовні і камерні твори. Теми Джованні Леґренці використовували в своїх творах Йоганн Себастьян Бах і Георг Фрідріх Гендель.